# Johan Erik Rydqvist
Johan Erik Rydqvist, född 20 oktober 1800, död 17 december 1877, var en svensk språkforskare, bror till Karl Magnus Rydqvist. 

## Liv
Rydqvist var ledamot av Svenska Akademien 1849–1877 och kunglig bibliotekarie 1843–1858. Rydqvist invaldes 1856 som ledamot nummer 526 av Kungliga Vetenskapsakademien. Han utgav Svenska språkets lagar (fem delar, 1850–1874), med en sjätte del av Knut Fredrik Söderwall.

## Skrifter (urval)
- Framfarna dagars vittra idrotter i jemförelse med samtidens (Stockholm, 1828)
- Djurgården förr och nu (Stockholm, 1833) Fulltext
- Nordens äldsta skådespel (1836)
- Resa i Tyskland, Frankrike och Italien (Stockholm, 1838)
- Svenska språkets lagar: kritisk afhandling (Norstedts, 1850–1874)
- Svenska Akademiens ordbok: historiskt och kritiskt betraktad (1870)
- Bidrag till Kongl. Bibliothekets historia under min tjenstetid: anteckningar (efter det i Kungl. biblioteket förvarade manuskriptet utg. av Einar Sundström, Kungl. biblioteket, 1926)
- Johan Erik Rydqvists självbiografi (Norstedts, 1936)

## Översättningar (urval)
- Götha konungarne Götriks och Rolofs historia (Gautreks saga) (öfwersatt fr äldsta göthiska språket af J.E.R., Stockholm, 1824)
- Thomas Moore: Irländska melodier och dikter af Thomas Moore och en saga af Novalis jemte en af öfversättaren lemnad charakteristik öfver förstnämnde skald (Stockholm, 1825)
- Washington Irving: New-York's historia från verldens begynnelse intill holländska väldets slut (Stockholm, 1827)
- Ålderdom och dårskap.[6]